# Eleanor de Braose
Eleanor de Braose (h. 1228–1251) fue una noble cambro-normanda y una rica heredera de su padre, que fue William de Braose, un poderoso señor de las Marcas Galesas, y de su madre, Eva Marshal, coheredera de los condes de Pembroke. Su esposo fue Humphrey de Bohun, heredero del II conde de Hereford, del que tuvo hijos, entre ellos Humphrey de Bohun, III conde de Hereford y Gilbert de Bohun.

## Familia
Eleanor nació hacia 1228. Fue la más joven de las cuatro hijas de William de Braose y Eva Marshal y una de sus coherederas. Tanto William como Eva poseían importantes señoríos y dominios en las Marcas Galesas e Irlanda. Por su parte, Eva era una de las hijas de William Marshal y de la condesa Isabel de Clare, hija de Richard de Clare, II conde de Pembroke (apodado «Strongbow»). Las otras hermanas de Eleanor eran Isabella, Maud (baronesa Mortimer) y Eva (esposa de William de Cantelou).
Cuando Eleanor era pequeña, su padre (conocido entre los galeses como Gwilym Ddu, o William el Negro) fue ahorcado por orden del príncipe Llywelyn de Gales, por haber cometido adulterio presuntamente con Juana, la esposa de Llywelyn. Tras la ejecución, su madre mantuvo las tierras y castillos de Braose por derecho propio.

## Matrimonio y descendencia
En una fecha desconocida posterior a agosto de 1241, Eleanor se convirtió en la primera esposa de Humphrey de Bohun, el hijo de Humphrey de Bohun, II conde de Hereford, y de Maud de Lusignan. El enlace tuvo lugar tras la muerte de Maud.
Humphrey y Eleanor tuvieron los siguientes hijos:
- Humphrey de Bohun, III conde de Hereford (h. 1249–31 de diciembre de 1298), que se casó con Maud de Fiennes (hija de Enguerrand II de Fiennes e Isabelle de Condé). Humphrey y Maud tuvieron hijos, entre ellos Humphrey de Bohun, IV conde de Hereford.[7]
- Gilbert de Bohun (1251–1297). Se casó con una mujer llamada Margarite y tuvo un hijo, Gilbert. Su hermano le otorgó las tierras que Eleanor tenía en Irlanda.[8]
- Eleanor de Bohun (m. 20 de febrero de 1314, enterrada en la abadía de Walden). Se casó con Robert de Ferrers, VI conde de Derby, el 26 de junio de 1269. Tuvieron al menos dos hijos y una hija.[9]
- Margery de Bohun (m. 1280). Se casó con Theobald de Verdun y tuvo un hijo, también llamado Theobald. Padre e hijo fueron condestables hereditarios de Irlanda.[10]

Eleanor falleció en 1251, y fue sepultada en el priorato de Llanthony Secunda. Dejó en herencia a su primogénito, Humphrey, sus cuantiosas posesiones ubicadas en las Marcas Galesas. Su marido la sobrevivió, se casó con Joan de Quincy y falleció en 1265.